# Krähenberg (wzgórze we Frankfurcie nad Odrą)
Krähenberg (Wronie Wzgórze) – wzgórze we Frankfurcie nad Odrą, we Frankfurter Stadtwald, nieopodal miejskiej leśniczówki i drogi krajowej B112 (po jej zachodniej stronie). Wysokość wzgórza wynosi 115,3 m.